# Autoroute A35 (France)
Pour les articles homonymes, voir A35.
L’autoroute A35, aussi appelée autoroute des cigognes ou l'Alsacienne, est une autoroute traversant l'Alsace du sud au nord. Sa longueur est d'environ 180 km, à 2×2 voies, sauf pour la partie qui dessert Strasbourg où elle est à 2×3 voies et 2×4 voies. L'A35 a un tronc commun de 9 km avec l'A4 au nord de Strasbourg.
Elle commence au poste frontière franco-suisse de Saint-Louis dans le prolongement de l'autoroute suisse A3 puis dessert Mulhouse, Colmar, Sélestat, Obernai, Strasbourg et enfin Lauterbourg. Elle se connecte à la B9 allemande près de Lauterbourg.

## Caractéristiques
L'A35 est inachevée, car il manque un tronçon entre Houssen et Guémar (la continuité du tracé étant assurée par la D83, route pour automobiles). La section entre Ebersheim et Entzheim, dite voie rapide du piémont des Vosges (VRPV), a été mise en service de façon définitive en janvier 2011 après une longue période de travaux.
L'A35 est une autoroute non concédée, elle est donc gratuite. L'A35 est parallèle à l'A5 allemande. De ce fait, de nombreux poids lourds en transit préfèrent passer par l'A35 plutôt que par l'A5 afin de ne pas avoir à payer la taxe allemande LKW-Maut. Face à ce problème, la collectivité européenne d'Alsace souhaite mettre en place une écotaxe pour limiter ce trafic.
Depuis le 1er janvier 2021, la portion de l'A35 située sur le territoire de l'Eurométropole de Strasbourg se nomme M35 (métropolitaine). 
Depuis le 17 décembre 2021, l'A355 (Grand contournement ouest de Strasbourg) relie l'intersection entre l'A35 et l'A352 à Duttlenheim jusqu'à la jonction entre l'A35 Nord et l'A4 à Vendenheim. Le transit des poids-lourds est désormais interdit sur la M35. Aux heures de pointe, la vitesse y est réduite à 70 km/h et une voie est réservée aux transports en commun et au covoiturage. Un mois après l’ouverture de l’A355, le trafic des poids lourds sur la M35 a fortement baissé. Seuls 10 à 20 % d’entre eux ne respectent pas l’interdiction de transit.
Huit mois après la mise en service de l'A355, le nombre de poids lourds sur la M35 a diminué de 33 % et le nombre de voitures de 6 %. 
- La chaussée est déformée de la sortie 18 à la 14 : la vitesse est limitée à 110 km/h.
- L'A35 devient la route départementale 83 de la sortie 23 à la 18 : la vitesse limitée reste à 110 km/h.
- Interdiction de doubler pour les poids-lourds de plus de 3,5 t entre Colmar et Sélestat de 7 h à 20 h. Leur vitesse est dorénavant limitée à 80 km/h, également sur la rocade est de Colmar.

## Gestion
De 2006 à 2021, l'autoroute A35 était gérée par la DIR Est. Depuis 2021, la Collectivité européenne d'Alsace assure la gestion de l'autoroute excepté la portion située sur le territoire de l'Eurométropole de Strasbourg.

## Sorties
Les sorties sur l'autoroute sont numérotées en partant du nord, de la frontière allemande vers Strasbourg, du no 59 en diminuant jusqu'au no 49. Après avoir eu un tracé en commun avec l'A4, la première sortie vers le sud porte le no 1 et la numérotation est croissante jusqu'à la frontière suisse où la dernière sortie porte le no 37. Cette particularité est due au fait qu'au moment de l'ouverture de son tracé au sud de Strasbourg, le tronçon situé au nord, entre Strasbourg et la frontière allemande, ne devait pas être classé comme autoroute : ce tronçon avait été tout d'abord classé route industrielle (RI 2) jusqu'en 1980, desservant la raffinerie de Reichstett, puis avait été classé dans le réseau départemental (RD 300) jusque vers 1994. Transformée en autoroute et désignée A 35 Nord, les sorties de l'ex-RD 300 ont été numérotées dans le prolongement des sorties de l'A4 en provenance de Paris.
Voici le détail :

### A35 Nord

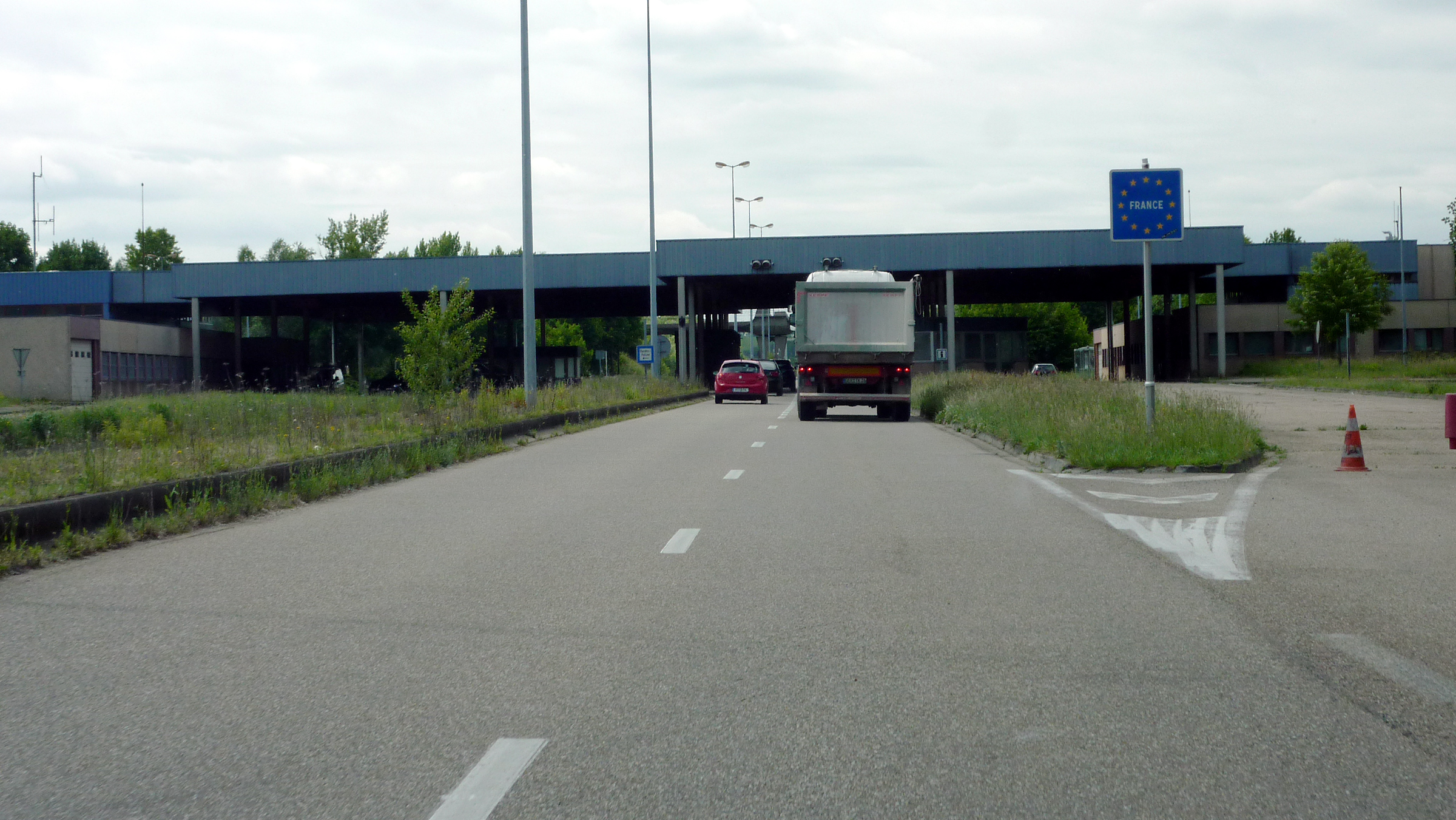
Autoroute A35 de la frontière allemande

Section non-concédée gérée par la Collectivité européenne d'Alsace et gratuite.
- La route B9 allemande devient l'autoroute A35.
- Entrée dans le territoire français, Entrée dans la région Grand Est, dans la Collectivité européenne d'Alsace, département du Bas-Rhin.
  -  Début de l'autoroute A35. Limitation à 80 km/h.
- 59 Scheibenhard à 0,5 km : Lauterbourg, Wissembourg, Scheibenhard
  -   Début de route à accès réglementée. Limitation à 110 km/h.
  -   Fin de route à accès réglementée. Début d'autoroute. Limitation à 130 km/h.
- 58 Schaffhouse à 7 km (demi-échangeur, depuis et vers Strasbourg) : Munchhausen, Mothern, Wintzenbach
- 57 Seltz à 10 km : Seltz, Niederrœdern, Hatten, Betschdorf
- 56 Forstfeld à 16 km : Roppenheim, Beinheim, (Karlsruhe, Rastatt (A5), Baden-Baden)  Allemagne, (Bâle (A5))  Suisse
  -  Aire de repos de Rœschwoog (sens  Strasbourg-Allemagne)
- 55 Rountzenheim à 21 km : Haguenau, Rountzenheim, Rœschwoog, Soufflenheim
- 54 Sessenheim à 25 km (demi-échangeur, depuis et vers Strasbourg) : Sessenheim, Soufflenheim, Schirrhoffen
- 53 Rohrwiller à 32 km : Herrlisheim, Drusenheim, Bischwiller, Haguenau, Rohrwiller
- 52 Offendorf à 36 km : (Karlsruhe, Rastatt, Baden-Baden (A5), Achern)  Allemagne, (Bâle (A5))  Suisse
- 51 Gambsheim à 38 km : Gambsheim, Weyersheim
  -  Aires de repos du Landgraben (sens  Allemagne-Strasbourg),  de la Pfeffermatt (sens Strasbourg-Allemagne)
- 50 La Wantzenau à 43 km : La Wantzenau, Kilstett
- 49 Hœrdt à 45 km : Reichstett, Hœrdt
  -  Avant échangeur. Limitation à 110 km/h.
  -   Sur l'échangeur. Séparation de la 2 voies. Limitation à 90 km/h.
- Échangeur entre A35, A4 et A355 : 
  - A4 : (Paris, Nancy-Metz) , Brumath, Haguenau, Schiltigheim
  - A355 : Mulhouse, Port de Strasbourg, Strasbourg ,  Strasbourg-Entzheim

### M35
Section non-concédée gérée par la Eurométropole de Strasbourg et gratuite.
- Fin de l'Autoroute A4
  -  Début de la M35 et entrée dans la périphérie de Strasbourg.
- 48 Reichstett à 474 km : Reichstett, Mundolsheim, Vendenheim,  Zone Commerciale Nord
  -    Début de la M35 et début de 2 × 3 voies avec la voie de gauche dédiée au covoiturage, fin de 2 × 2 voies. Entrée dans l'agglomération de Strasbourg.
- 49 Hœnheim : Hœnheim, Souffelweyersheim, Niederhausbergen
- 50 Bischheim : Bischheim, Schiltigheim, Mittelhausbergen, Espace européen de l'entreprise
  -  Fin de 2 × 3 voies.
- 51 Place de Haguenau (demi-échangeur, depuis et vers Paris) : Strasbourg - centre, Avenue des Vosges, Robertsau, Institutions Européennes
  -    Début de 2 × 2 voies, limitation à 70 km/h et fin de la voie de covoiturage.
- 1 Cronenbourg (échangeur de Cronenbourg) à 58 km : Strasbourg - Wacken, Cronenbourg, Place des Halles
- Échangeur entre RM 2350 et RM 35 : Robertsau, Wacken, Cronenbourg, Place des Halles, Avenue des Vosges, Institutions Européennes
  -   Fin de section à 2 × 2 voies, début de section à 2 × 4 voies. Limitation à 70 km/h, rappel.
- 2 Place des Halles à 59 km (quart échangeur, depuis Saint-Louis) : Place des Halles
- Échangeur entre RM 351 et RM 35 : Nancy-Metz par RD, Saverne, Hautepierre, Koenigshoffen
- 3 Porte Blanche à 60 km (demi-échangeur, depuis et vers Saint-Louis) : Porte Blanche
- 4 Porte de Schirmeck (RN 4) à 61 km : (Kehl)  Allemagne, Strasbourg - centre, Parc de l'Étoile, Meinau, Montagne Verte, Elsau, Lingolsheim, Z. I. Plaine des Bouchers
  -   Fin de section à 2 × 4 voies, début de section à 2 × 3 voies et limitation à 90 km/h.
- 5 Baggersee à 64 km : Illkirch - nord, Strasbourg - Meinau, Parc d'Innovation
  -  Aire de service de Ostwald (dans les deux sens)
- 6 La Vigie à 67 km (échangeur de la Vigie) : Illkirch-Graffenstaden, Ostwald
  -   Fin de section à 2 × 3 voies, début de section à 2 × 2 voies. Limitation à 90 km/h, rappel.
- 7 Geispolsheim à 70 km : Geispolsheim, Fegersheim, Lingolsheim,  Strasbourg-Entzheim, Port de Strasbourg, (Offenburg)  Allemagne via la route M353 (rocade sud)
  -  Limitation à 110 km/h.
- 8 Entzheim à 75 km : Duppigheim, Duttlenheim, Entzheim, Parc d'Activités Économiques

### A35 Sud

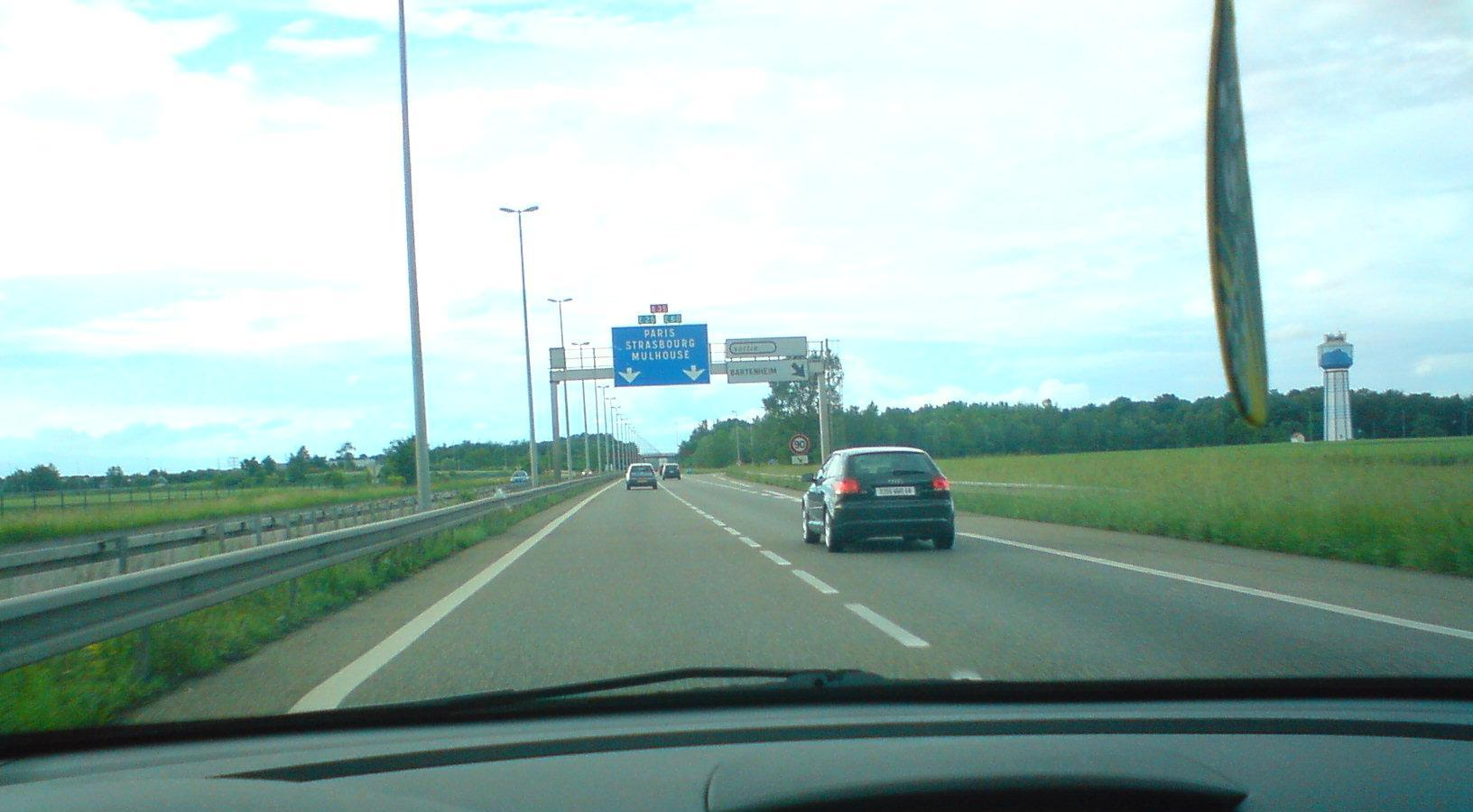
vers Mulhouse

Section non-concédée gérée par la Collectivité européenne d'Alsace et gratuite.
- Limitation à 90 km/h, sur l'échangeur et le virage dangereux.
- Échangeur entre A35, A352 et A355 : 
  - A352 (demi-échangeur, depuis et vers Strasbourg) : Schirmeck, Molsheim, Saint-Dié-des-Vosges par Col
  - A355 : Paris, Nancy-Metz (A4) , Karlsruhe (A35 Nord) , Strasbourg 
  -  Limitation à 130 km/h, après l'échangeur et le virage dangereux.
- 9 Innenheim à 78 km : Innenheim, Duttlenheim
- 10 Bischoffsheim à 81 km : Bischoffsheim, Z. I.  Obernai, Krautergersheim
- 11 Obernai à 84 km : Obernai, Niedernai, Mont Sainte-Odile (demi-échangeur, depuis et vers Strasbourg)
- 11.1 Schirmeck à 85 km (demi-échangeur, depuis et vers Saint-Louis) : Schirmeck, Molsheim, Rosheim, Z. I. Obernai
- 12 Benfeld à 87 km : Benfeld, Barr, Valff, Goxwiller, Obernai, Niedernai
- 13 Barr à 92 km : Epfig, Mittelbergheim, Zellwiller, Barr, Barr - Z. A.
  -  Limitation à 110 km/h.
- 14 Erstein à 101 km : Erstein, Benfeld, Kogenheim (demi-échangeur, depuis et vers Saint-Louis)
- 15 Ebersheim à 102 km (demi-échangeur, depuis et vers Strasbourg) : Scherwiller, Dambach-la-Ville, Ebersheim
  -  Limitation à 110 km/h, rappel.
- 16 Sélestat - nord à 106 km : Sélestat - centre, Ebersmunster, Ebersheim, Epfig, Dambach-la-Ville, Scherwiller, Z. I. Nord
- 17 Sélestat - ouest à 109 km : Nancy, Fribourg-en-Brisgau, Saint-Dié-des-Vosges, Sainte-Marie-aux-Mines, Villé, Sélestat
  -  Aire de service du Haut-Koenigsbourg (dans les deux sens)

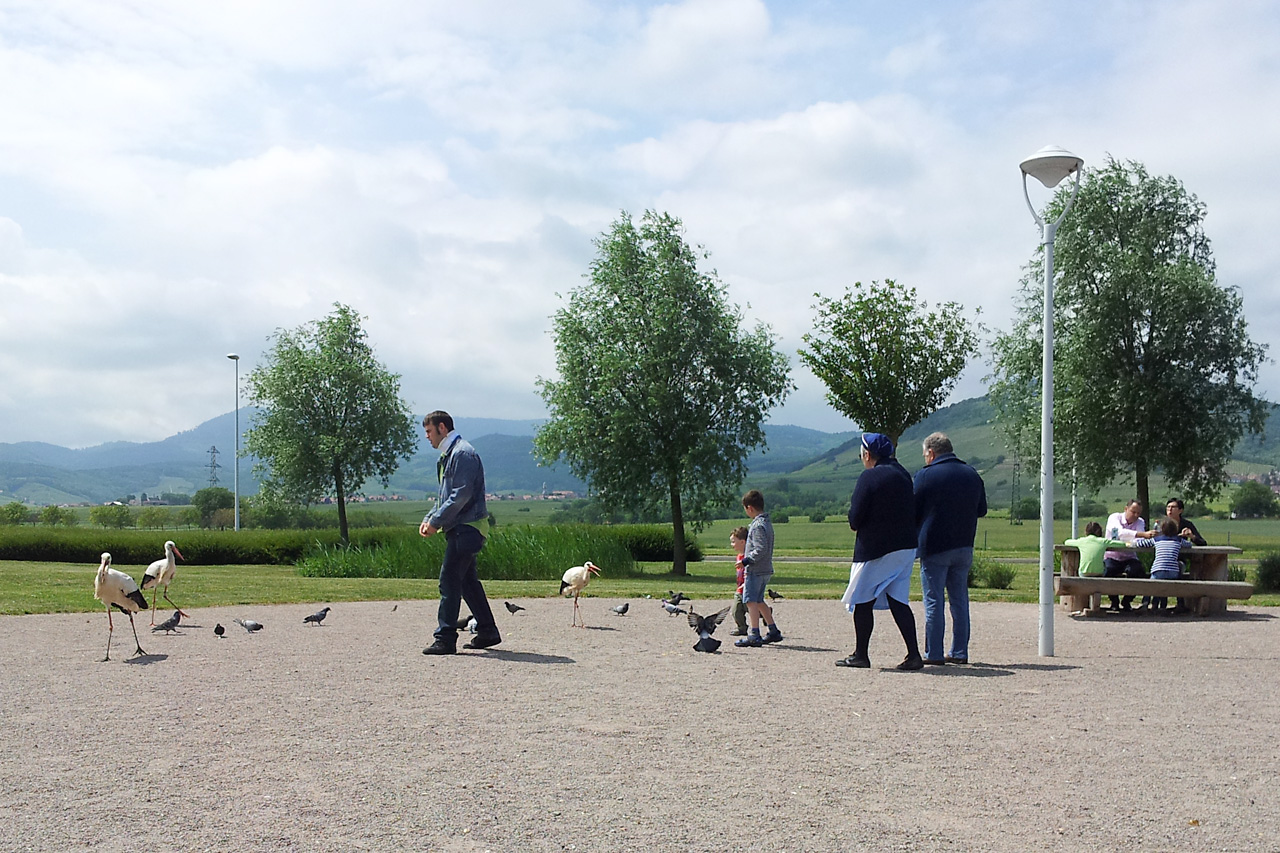
Aire de service du "Haut-Koenigsbourg cigognes".

- 18 Saint-Hippolyte à 115 km : Sélestat - centre, Saint-Hippolyte, Haut-Koenigsbourg
  -    L'autoroute A35 devient la RD 83. Fin d'autoroute. Début de route à accès réglementée. Limitation à 110 km/h, rappel.

### RD 83
Section non-concédée gérée par la Collectivité européenne d'Alsace et gratuite.
- 19 Bergheim (demi-échangeur, sens Strasbourg-Saint Louis) : Bergheim
- 20 Guémar à 118 km : Ribeauvillé, Illhaeusern, Guémar, Bergheim, Marckolsheim
- 21 Ostheim - nord à 121 km (quart-échangeur, depuis Strasbourg) : Riquewihr, Beblenheim, Ostheim
- 22 Ostheim - sud à 123 km : Ribeauvillé, Riquewihr, Beblenheim, Ostheim
  -  Limitation à 110 km/h, rappel.
- 23 Houssen à 126 km : Colmar, Munster, Kaysersberg, Bennwihr, Houssen,  Aérodrome
  -    La RD 83 redevient l'autoroute A35. Limitation à 110 km/h, rappel.

### A35 Sud
Section non-concédée gérée par la Collectivité européenne d'Alsace et gratuite.
- 24 Colmar - nord (demi-échangeur, depuis et vers Saint-Louis) à 132 km : Nancy, Saint-Dié-des-Vosges par Col, Épinal, Kaysersberg, Zones économiques
- 25 Colmar - est à 133 km : Fribourg-en-Brisgau, Neuf-Brisach, Horbourg-Wihr, Colmar - sud, Colmar - Semm
  -  Limitation à 130 km/h.
- 26 Colmar - sud (demi-échangeur, depuis et vers Saint-Louis) à 138 km : Colmar - centre
  -  Aire de repos du Fronholtz (sens  Strasbourg - Saint-Louis)
- 27 Sainte-Croix-en-Plaine à 139 km : Sainte-Croix-en-Plaine, Herrlisheim-près-Colmar, Sundhoffen
- 28 Niederhergheim à 142 km : Niederhergheim, Herrlisheim-près-Colmar, Munster, Gérardmer
  -  Aire de repos La Plaine (sens  Saint-Louis - Strasbourg)
- 29 Niederentzen : Rouffach, Guebwiller, Niederentzen
- 30 Meyenheim à 149 km (demi-échangeur, depuis et vers Strasbourg) : Meyenheim
- 31 Ensisheim à 155 km : Ensisheim, Meyenheim, Guebwiller, Neuf-Brisach, Écomusée
  -  Aire de service de Battenheim (sens Saint-Louis - Strasbourg)
- 32 Sausheim à 164 km : Sausheim, Kingersheim, Wittenheim
  -  Limitation à 110 km/h, avant échangeur.
  -  Limitation à 110 km/h, sur la sortie de l'échangeur, vers A35.
- Échangeur entre A35 et A36 : Mulhouse, Lyon, Paris (A6), Lörrach (A5  Allemagne), Usine Peugeot
  -  Limitation à 110 km/h, rappel, sur l'échangeur.
  -  Limitation à 130 km/h, après l'échangeur.
- 33 Rixheim à 170 km : Habsheim, Rixheim
- 34 Sierentz à 180 km : Sierentz, Kembs

- 35 Bartenheim à 184 km : Bartenheim
  -  Limitation à 110 km/h.
- 36 EuroAirport à 188 km :  EuroAirport, Blotzheim
  -  Limitation à 110 km/h, sens Saint-Louis - Strasbourg. 
 Limitation à 90 km/h, (sens Strasbourg - Saint-Louis).
- 37 Saint-Louis à 192 km : Lörrach ( Allemagne), Saint-Louis, Huningue, Hésingue, Altkirch, Blotzheim
  -  Limitation à 110 km/h, sens Saint-Louis - Strasbourg. 
 Limitation à 70 km/h, sens Strasbourg - Saint-Louis.
  -  Fin de l'autoroute A35.
- Douane de Saint-Louis, (Frontière entre la France et la Suisse)

 France /  Suisse Frontière franco-suisse
- Entrée sur le territoire suisse:  A3 en direction de : Bâle (Basel), Zurich, Lucerne (A2), Berne

## Lieux sensibles
(uniquement les lieux à bouchons et les pentes dangereuses) :

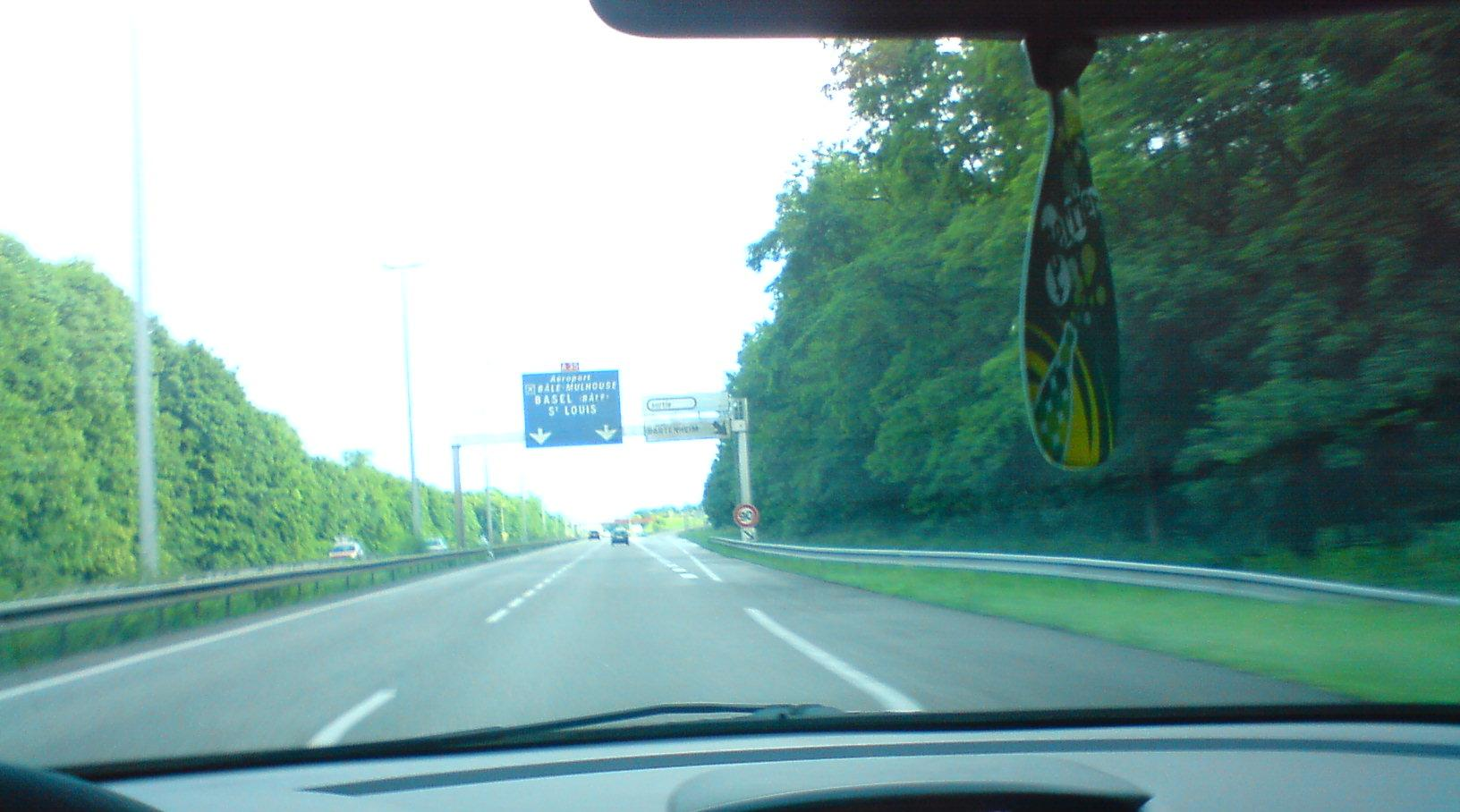
vers Bâle.

- Frontière franco-suisse : l'accès à la Suisse étant fermé aux poids-lourds les week-ends et jours fériés, ceux-ci stationnent souvent le long de l'autoroute, sur la bande d'arrêt d'urgence, dans le sens Mulhouse > Bâle.
- 35 Bartenheim : Bouchons, le soir à cause du retour en France des travailleurs frontaliers.
- Traversée de Strasbourg : comme dans toutes les grandes villes, les autoroutes  desservant l'agglomération strasbourgeoise (A4, A35, A350 et A351) sont saturées le matin et en fin d'après-midi. La traversée strasbourgeoise de l'A35 est l'un des axes les plus fréquentés de France avec 160 000 véhicules par jour (dont 10 % de poids lourds)[6]. La vitesse y est limitée à 70 km/h.
- 5 Baggersee (Illkirch-Graffenstaden) : La présence d'un feu de circulation et d'un tram dans la prolongation de cette sortie génère tous les jours une saturation de la bande d'arrêt d'urgence sur près d'1 km avant cette même sortie. Cela provoque fréquemment des accidents entre les véhicules cherchant à s'insérer (de force) en début de sortie et ceux présents sur la bande d'arrêt d'urgence, dans l'attente de pouvoir prendre cette sortie.

## Travaux futurs

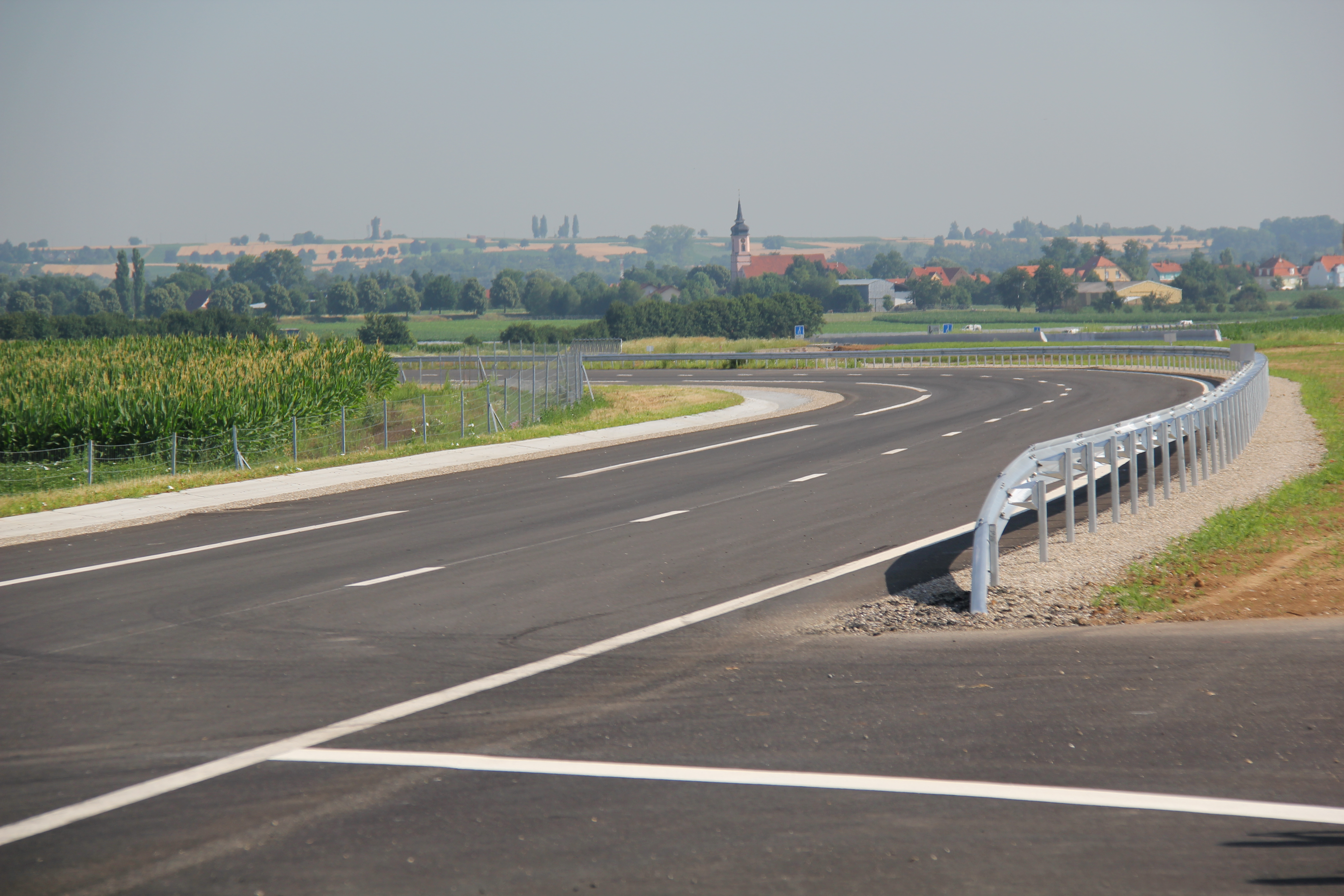
Nouvelle section nord-sud à Blaesheim.

- Mise aux normes autoroutières à l'étude pour la section de Colmar à Sélestat, dont une section à 2x3 voies entre l'échangeur du Rosenkranz à Colmar et la commune d'Ostheim (plus de 50 000 véhicules quotidiens, dont un nombre de poids-lourds en hausse constante).